# 김재우 (1987년)
김재우(金載佑, 1987년 7월 4일 ~ )는 전 KBO 리그 삼성 라이온즈의 투수이다.

## 출신 학교
- 언북초등학교
- 선린중학교
- 선린인터넷고등학교
- 인하대학교